# (16384) 1981 ES31
A (16384) 1981 ES31 egy kisbolygó a Naprendszerben. Schelte J. Bus fedezte fel 1981. március 2-án.